# Johann Georg Röllig
Johann Georg Röllig, també Roellig (Berg-Giesshübel, Saxònia 1710 - Zerbst, 1790) fou un compositor alemany.
El comte de Brühl costejà part de la seva carrera musical, i després cursà teologia a Leipzig. Però en aviat fou contractat com a organista de la cort i com a músic de cambra del príncep Joan August d'Anhalt-Zerbst, del que arribà ser mestre de capella i conseller àulic. Röllig, que també va ser un molt bon violoncel·lista, deixà moltes composicions, entre elles 14 simfonies, obres per a diversos instruments, cantates, etc.
Alguns musicòlegs li han atribuït la cantata "Gehet heraus und schauet an, ihr Tochter Zion", de la Passió segons Sant Marc, prèviament atribuïda a Carl Philipp Emanuel Bach per G. Quarg (com a H. 863) en el catàleg d'E. Eugene Helm i que, abans, s'havia considerat possible obra de Georg Philliph Telemann.